# Swaffham Prior
Swaffham Prior är en ort och civil parish i Storbritannien.   Den ligger i distriktet East Cambridgeshire, grevskapet Cambridgeshire och riksdelen England, i den sydöstra delen av landet, 90 km norr om huvudstaden London. Swaffham Prior ligger 16 meter över havet och antalet invånare är 841.
Terrängen runt Swaffham Prior är platt. Runt Swaffham Prior är det ganska tätbefolkat, med 129 invånare per kvadratkilometer. Närmaste större samhälle är Cambridge, 13,6 km väster om Swaffham Prior. Trakten runt Swaffham Prior består till största delen av jordbruksmark.